# Herb gminy Jemielnica
Herb gminy Jemielnica – jeden z symboli gminy Jemielnica.

## Wygląd i symbolika
Herb przedstawia na tarczy żółto-niebieskiej, dzielonej w pas wizerunek mnicha z zakonu cystersów w czarnym habicie, z krzyżem w dłoni, po jego lewej stronie snop zboża, a po lewej stronie zielone drzewo (topolę) z dwiema jemiołami. Na niebieskim polu dodatkowo znajduje się biała chmura. Barwy tła nawiązują do przynależności gminy do Śląska Opolskiego, mnich do historii terenów gminy, zboże do rolniczego charakteru gminy, drzewo (szczególnie jemioły) symbolizuje pochodzenie obecnej nazwy gminy, natomiast chmura jej wersję niemiecką (Himmelwitz).